# يوهي ناإيتو
يوهي ناإيتو (باليابانية: 内藤 洋平) (9 يوليو 1988 في يوكوهاما في اليابان – )؛ هو لاعب كرة قدم ياباني سابق كان يلعب كلاعب وسط.

## وصلات خارجية
- يوهي ناإيتو على موقع رابطة كرة القدم اليابانية للمحترفين (اليابانية)
- يوهي ناإيتو على موقع قاعدة بيانات كرة القدم.إي يو (الإنجليزية)
- يوهي ناإيتو على موقع Soccerway.com (الإنجليزية)
- يوهي ناإيتو على موقع عالم كرة القدم.نت (الإنجليزية)